# Little River Band
Little River Band è un gruppo musicale australiano di genere rock, formatosi a Melbourne nei primi mesi del 1975. Il gruppo scelse il nome dopo aver osservato un cartello stradale sulla strada che conduce al comune di Little River nei pressi di Geelong nello stato di Victoria, che percorrevano per recarsi a un concerto. Hanno registrato una notevole successo commerciale non solo in Australia, ma anche negli Stati Uniti.
Nel corso della carriera, la band ha venduto oltre 25 milioni di dischi, in particolare con gli album Sleeper Catcher (1978) e First Under the Wire (1979), entrambi certificati "Disco di Platino" dalla RIAA.
Membri originali della band sono: voce Glenn Shorrock, chitarra acustica e voce Graeham Goble, chitarra ritmica e voce Birtles Beeb; chitarra solista Ric Formosa; basso Roger McLachlan, e il batterista Derek Pellicci. La musica e testi sono per la maggior parte delle composizioni del gruppo e sono state realizzate da Goble e Shorrock in primo luogo - con il contributo di Birtles e Briggs.
Nel maggio 2001 l'Australasian Performing Right Association (APRA), durante le celebrazioni del suo 75 ° anniversario, ha indicato il brano "Cool Change", scritto da Shorrock, come il numero uno delle 30 migliori canzoni australiane di tutti i tempi.

## Membri attuali
- Wayne Nelson (basso, voce principale)
- Greg Hind (chitarra ritmica, voce)
- Chris Marion (tastiere, voce)
- Mel Watts (batteria, voce)
- Rich Herring (chitarra solista, voce)

## Discografia
- Little River Band (1975)
- After Hours (1976)
- Diamantina Cocktail (1977)
- Sleeper Catcher (1978)
- First Under the Wire (1979)
- Time Exposure (1981)
- The Net (1983)
- Playing to Win (1985)
- No Reins (1986)
- Monsoon (1988)
- Get Lucky (1990)
- Where We Started From (2000)
- Test of Time (2004)
- We Call It Christmas (2007)
- Cuts Like a Diamond (2013)